# Ширяево (деревня, Москва)
Ширя́ево — деревня в Троицком административном округе Москвы (до 1 июля 2012 года была в составе Наро-Фоминского района Московской области). Входит в состав поселения Первомайское.
Название, предположительно, связано с некалендарным личным именем Ширяй.

## Население
| 1859 | 1890 | 1899 | 1926 | 2002 | 2006 | 2010 |
| ---- | ---- | ---- | ---- | ---- | ---- | ---- |
| 238  | ↗272 | ↗330 | ↗345 | ↘14  | ↗21  | ↗73  |

Согласно Всероссийской переписи, в 2002 году в деревне проживало 14 человек (4 мужчин и 10 женщин). По данным на 2006 год, в деревне проживал 21 человек.

## География
Деревня Ширяево находится в северной части Троицкого административного округа, на безымянном притоке реки Десны бассейна Пахры, примерно в 5 км к северо-западу от центра города Троицка. В 8 км к северу проходит Киевское шоссе М3, в 6 км к востоку — Калужское шоссе А130, в 9 км к юго-западу — Московское малое кольцо А107.
В деревне 6 улиц, 1 аллея, 1 проезд, приписано 2 садоводческих товарищества. Ближайшие населённые пункты — деревни Поповка и Губцево.

## История
…за кн. Борисомъ Алексѣевичемъ Голицынымъ сельцо Хотмынки, Сергіевское тожъ, на Суходомѣ, а въ сельцѣ дв. вотчинниковъ, людей въ немъ 2 челов., дв. дворовыхъ людей, въ немъ 4 челов. и 4 дв. крестьянскихъ; въ дер. Ширяевой, Богородское тожъ, на рѣчкѣ Рѣшетнѣ, — 10 дв. крестьянскихъ, въ нихъ 36 челов.— переписная книга 1704 г.
В «Списке населённых мест» 1862 года — владельческая деревня 1-го стана Подольского уезда Московской губернии по правую сторону старокалужского тракта, в 20 верстах от уездного города и 20 верстах от становой квартиры, при ручье Решетинка, с 41 двором и 238 жителями (110 мужчин, 128 женщин).
По данным на 1899 год Ширяево 1-я и Ширяево 2-я — деревни Красно-Пахорской волости Подольского уезда с 176 и 154 жителями соответственно.
В 1913 году в первой было 33 двора, во второй — 30 дворов.
По материалам Всесоюзной переписи населения 1926 года — деревни Ширяевского сельсовета Красно-Пахорской волости Подольского уезда в 6,4 км от Калужского шоссе и 12,8 км от станции Апрелевка Киево-Воронежской железной дороги:
- Ширяево I — 208 жителей (93 мужчины, 115 женщин), 37 хозяйств, из которых 36 крестьянских; сельсовет, кооператив;
- Ширяево II — 137 жителей (61 мужчина, 76 женщин), 30 хозяйств, из которых 27 крестьянских[16].

1929—1946 гг. — населённый пункт в составе Красно-Пахорского района Московской области.
1946—1957 гг. — в составе Калининского района Московской области.
1957—1960 гг. — в составе Ленинского района Московской области.
1960—1963, 1965—2012 гг. — в составе Наро-Фоминского района Московской области.
1963—1965 гг. — в составе Звенигородского укрупнённого сельского района Московской области.